# 1965
1965 (MCMLXV) là một năm thường bắt đầu vào Thứ sáu của lịch Gregory, năm thứ 1965 của Công nguyên hay của Anno Domini, the năm thứ 965  của thiên niên kỷ 2, năm thứ 65  của thế kỷ 20, và năm thứ  6   của thập niên 1960. 

## Sự kiện

### Tháng 1
- 1 tháng 1 - Tiền đúc của Hoa Kỳ không sử dụng loại bằng bạc nữa; thay vào đó là loại mạ kền, ngoại trừ đồng 50 xu Kennedy.
- 3 tháng 1 - Lưu Thiếu Kỳ tái đắc cử chủ tịch Trung Quốc.
- 12 tháng 1 - Án mạng tại bãi biển Wanda: hai xác nạn nhân 15 tuổi (Christine Sharrock và Marrine Schmidt) được tìm thấy tại bãi biển Wanda, Sydney.
- 14 tháng 1 - Bắc Ireland và Ireland gặp nhau lần đầu tiên sau 43 năm.
- 20 tháng 1 - Lyndon B. Johnson tuyên thệ nhậm chức Tổng thống Hoa Kỳ.
- 24 tháng 1 - Winston Churchill mất, hưởng thọ 90 tuổi sau khi bị đột quỵ vào ngày 15 tháng 1.
- 30 tháng 1 - Quốc tang của Winston Churchill được tổ chức tại Luân Đôn.

### Tháng 2

Quốc kỳ Canada mới được chấp nhận

- 6 tháng 2 - Stanley Matthews đã tham gia trận đá bóng cuối cùng First Division, đạt kỷ lục vào lúc 50 tuổi và 5 ngày.
- 7 tháng 2 - Mỹ bắt đầu thường xuyên thả bom thị trấn và làng mạc miền Bắc Việt Nam.
- 15 tháng 2 - Phác họa của lá phong đỏ và trắng được bắt đầu sử dụng cho quốc kỳ Canada thay thế cờ Liên hiệp và cờ hiệu màu đỏ của Canada.
- 18 tháng 2 - Gambia bắt đầu độc lập không thuộc Vương quốc Liên hiệp Anh và Bắc Ireland.
- 20 tháng 2 - Ranger 8 bị rơi xuống Mặt Trăng sau khi hoàn thành nhiệm vụ chụp hình các vị trí đổ bộ thích hợp cho các phi hành gia của chương trình Apollo.
- 21 tháng 2 - Malcolm X bị ám sát vào ngày đầu tiên của tuần lễ Hội Ái hữu Quốc gia tại Hội trường Audubon ở Thành phố New York, nghi ngờ do nhóm Hồi giáo da đen thực hiện.

### Tháng 3
- 7 tháng 3 - Chủ nhật đẫm máu tại Selma, Alabama: khoảng 200 Cảnh sát Liên bang đã tấn công 525 người biểu tình.
- 8 tháng 3 - Chiến tranh Việt Nam: 3.500 Thủy quân Lục chiến Mỹ đến Miền Nam Việt Nam và là phân đội tham chiến đầu tiên đến Việt Nam.

### Tháng 4
- 10 tháng 4: Lính thủy đánh bộ Hoa Kỳ đổ bộ lên Đà Nẵng.

### Tháng 5
- 1 tháng 5: Xảy ra trận Đông Dẫn tại quần đảo Mã Tổ ngoài khơi Phúc Kiến.
- 16 tháng 5: Tại Trường Sa, Hồ Nam, Hồ Chí Minh và Mao Trạch Đông tiến hành hội đàm

### Tháng 6
- 14 tháng 6: Nguyễn Văn Thiệu được bầu làm Chủ tịch Ủy ban Lãnh đạo Việt Nam Cộng Hòa

### Tháng 7
- 2 tháng 7: Lý Tông Nhân trở về Trung Quốc, Chu Ân Lai ra đón
- 20 tháng 7: Hồ Chí Minh kêu gọi quyết tâm kháng chiến chống Mỹ trên toàn quốc.
- 24 tháng 7: bộ đội tên lửa phòng không bắn hạ máy bay F-4 của Hoa Kỳ tại Bất Bạt

### Tháng 8
- 5 tháng 8: Pakistan tấn công Kashmir do Ấn Độ kiểm soát
- 7 tháng 8: Singapore tách khỏi liên bang Malaysia.
- 9 tháng 8: Thành lập nước cộng hòa Singapore.
- 18 tháng 8: Trận Vạn Tường tại Quảng Ngãi.

### Tháng 9
- 1 tháng 9: Quân đội Pakistan tấn công Jammu và Kashmir
- 6 tháng 9: Ấn Độ đánh chiếm Lahore.
- 18 tháng 9: Quân giải phóng tiến công Thuận Ninh.
- 23 tháng 9: Ngừng bắn giữa Ấn Độ và Pakistan.

### Tháng 10
- 10 tháng 10: Quân giải phóng tiến công Cát Sơn
- 14 tháng 10: Quân giải phóng tiến công Cát Hiệp
- 19 tháng 10: Quân giải phóng mở chiến dịch Plâyme,

### Tháng 11
- 2 tháng 11: Norman Morrison tự thiêu để phản đối cuộc chiến tranh xâm lược Việt Nam
- 13 tháng 11: xảy ra hải chiến Ô Khâu tại ven biển Phúc Kiến.

## Sinh
- 27 tháng 1: Alan Cumming, diễn viên, ca sĩ, nhà văn, nhà sản xuất, đạo diễn sinh ra ở Scotland, Anh Quốc
- 8 tháng 2: Trương Vệ Kiện, diễn viên và ca sĩ Hồng Kông
- 18 tháng 2: Dr. Dre, nhà sản xuất thu âm, rapper, giám đốc âm nhạc, và diễn viên người Mỹ
- 4 tháng 4: Robert Downey Jr., diễn viên người Mỹ
- 20 tháng 4: Shimamiya Eiko, nữ ca sĩ Nhật Bản
- 10 tháng 5: Linda Evangelista, siêu mẫu người Canada
- 30 tháng 6: Nguyễn Cao Kỳ Duyên, MC hải ngoại nổi tiếng của Paris by Night và là con gái của Tổng thống Nguyễn Cao Kỳ
- 13 tháng 7: Akina Nakamori, ca sĩ Nhật Bản
- 28 tháng 7: Trần Tuệ Nhàn, ca sĩ Hồng Kông
- 31 tháng 7: J. K. Rowling, tác giả bộ truyện giả tưởng nổi tiếng Harry Potter
- 2 tháng 8: Ngô Quân Như, nữ diễn viên nổi tiếng của Hồng Kông
- 6 tháng 8: Tiền Gia Lạc, diễn viên Hồng Kông
- 18 tháng 8: Kōji Kikkawa, ca sĩ và nhà soạn nhạc người nhật
- 28 tháng 8: Tajiri Satoshi, nhà thiết kế trò chơi điện tử Nhật Bản được biết nổi bật qua việc tạo ra Pokémon trên Nintendo và là chủ tịch của Game Freak Inc.
- 1 tháng 9: Quang Linh, ca sĩ chuyên hát về dòng nhạc dân ca ở Việt Nam
- 14 tháng 9: Dmitry Anatolyevich Medvedev, cựu tổng thống của nước Nga
- 10 tháng 10: Toshi, ca sĩ và nhạc sĩ Nhật Bản, đồng sáng lập ban nhạc heavy metal nổi tiếng X JAPAN
- 26 tháng 10: Quách Phú Thành, ca sĩ nổi tiếng ở Hồng Kông
- 4 tháng 11: Pata, nhạc sĩ Nhật Bản, là tay ghi-ta nhịp điệu cho ban nhạc rock X JAPAN
- 16 tháng 11: Lam Tâm Mi, nữ nghệ sĩ người Đài Loan.
- 20 tháng 11: Yoshiki, nhạc sĩ, người viết ca khúc, và nhà sản xuất âm nhạc nổi tiếng của Nhật Bản, đồng sáng lập ra ban nhạc huyền thoại X Japan
- 8 tháng 12: Lưu Gia Linh, nữ diễn viên nổi tiếng ở Hồng Kông.

## Mất
- 4 tháng 1: T. S. Eliot, nhà thơ, nhà viết kịch, nhà phê bình văn học Anh gốc Hoa Kỳ (s. 1888)
- 24 tháng 1: Winston Churchill, cựu thủ tướng Anh và lãnh đạo Đảng Bảo thủ (s. 1874)
- 15 tháng 2: Nat King Cole, nhạc sĩ, ca sĩ nhạc Jazz người Mỹ (s. 1919)
- 5 tháng 3: Trần Thành, cựu chiến binh của Quốc dân đảng Trung Quốc, cựu phó tổng thống và Thủ tướng Trung Hoa Dân Quốc, chủ tịch tỉnh Đài Loan (s. 1897)
- 21 tháng 6 – Henry Weed Fowler, nhà động vật học người Mỹ (s. 1878)
- 17 tháng 7: Phạm Ngọc Thảo, điệp viên, nhà báo, tình báo người Việt Nam (s. 1922)
- 19 tháng 7: Lý Thừa Vãn, tổng thống đầu tiên của Hàn Quốc (s. 1875)
- 28 tháng 7: Edogawa Ranpo, tác giả và nhà phê bình Nhật Bản (s. 1894)
- 30 tháng 7: Tanizaki Junichiro, tiểu thuyết gia nổi tiếng của Nhật Bản (s. 1886)
- 27 tháng 8: Le Corbusier, kiến trúc sư người Thụy Sĩ và Pháp nổi tiếng thế giới, là một trong những người đặt nền móng cho sự phát triển của trào lưu Kiến trúc hiện đại của thế kỉ 20 (s. 1887)
- 4 tháng 9: Albert Schweitzer, tiến sĩ, thầy thuốc, nhà triết học, thần học người Đức, sau mang quốc tịch Pháp (s. 1875)
- 16 tháng 12: William Somerset Maugham, nhà văn, kịch tác gia người Anh (s. 1874)